# Microrregión de Belém
La microrregión de Belém es una de las microrregiones del estado brasileño del Pará perteneciente a la mesorregión Metropolitana de Belém. Su población fue estimada en 2006 por el IBGE en 2.162.977 habitantes y está dividida en seis municipios. Posee un área total de 3.129,598 km².

## Municipios
- Ananindeua
- Barcarena
- Belém
- Benevides
- Marituba
- Santa Bárbara del Pará

- Datos: Q2677863